# Cosmologia quàntica de bucle
La cosmologia quàntica de bucle (LQC) és un model finit i de simetria reduïda de gravetat quàntica de bucle (LQG) que prediu un "pont quàntic" entre les branques cosmològiques en contracció i en expansió.
La característica distintiva de LQC és el paper destacat que tenen els efectes de la geometria quàntica de la gravetat quàntica de bucle (LQG). En particular, la geometria quàntica crea una força repulsiva totalment nova que és totalment insignificant a una curvatura espai-temps baixa però que augmenta molt ràpidament en el règim de Planck, aclaparant l'atracció gravitatòria clàssica i resolent així les singularitats de la relativitat general. Un cop resoltes les singularitats, el paradigma conceptual de la cosmologia canvia i s'ha de revisar moltes de les qüestions estàndard, per exemple, el "problema de l'horitzó", des d'una nova perspectiva.
Com que LQG es basa en una teoria quàntica específica de la geometria riemanniana, els observables geomètrics mostren una discreció fonamental que tenen un paper clau en la dinàmica quàntica: mentre que les prediccions de LQC són molt properes a les de la geometrodinàmica quàntica (QGD). des del règim de Planck, hi ha una diferència dramàtica una vegada que les densitats i les curvatures entren a l'escala de Planck. En LQC, el big-bang és substituït per un rebot quàntic.
L'estudi de LQC ha donat lloc a molts èxits, inclòs l'aparició d'un possible mecanisme per a la inflació còsmica, la resolució de singularitats gravitacionals, així com el desenvolupament d'hamiltonians semi-clàssics efectius.
Aquest subcamp es va originar l'any 1999 per Martin Bojowald, i es va desenvolupar encara més en particular per Abhay Ashtekar i Jerzy Lewandowski, així com per Tomasz Pawłowski i Parampreet Singh, et al. A finals de 2012, LQC representava un camp molt actiu en física, amb prop de tres-cents articles sobre el tema publicats a la literatura. També hi ha hagut treballs recentment de Carlo Rovelli, et al. sobre la relació de LQC amb la cosmologia d'espuma.
Tanmateix, els resultats obtinguts en LQC estan subjectes a la restricció habitual que una teoria clàssica truncada, després quantificada, podria no mostrar el comportament real de la teoria completa a causa de la supressió artificial dels graus de llibertat que podrien tenir grans fluctuacions quàntiques en la teoria completa.. S'ha argumentat que l'evitació de singularitat en LQC només es troba mitjançant mecanismes disponibles en aquests models restrictius i que l'evitació de singularitat en la teoria completa encara es pot obtenir, però per una característica més subtil de LQG.

## Gran rebot en la cosmologia quàntica de bucle
A causa de la geometria quàntica, el big-bang es substitueix per un gran rebot sense cap hipòtesi sobre el contingut de la matèria ni cap ajustament. Una característica important de la cosmologia quàntica de bucle és la descripció espai-temps eficaç de l'evolució quàntica subjacent. L'enfocament de la dinàmica efectiva s'ha utilitzat àmpliament en la cosmologia quàntica de bucle per descriure la física a l'escala de Planck i l'univers molt primerenc. Riguroses simulacions numèriques han confirmat la validesa de la dinàmica efectiva, que proporciona una excel·lent aproximació a la dinàmica quàntica de bucle complet. S'ha demostrat que només quan els estats tenen fluctuacions quàntiques molt grans en èpoques tardanes, la qual cosa significa que no condueixen a universos macroscòpics tal com descriu la relativitat general, que la dinàmica efectiva té desviacions de la dinàmica quàntica prop del rebot i la posterior evolució.. En aquest cas, la dinàmica efectiva sobreestima la densitat en el rebot, però tot i així captura molt bé els aspectes qualitatius.

## Cosmologia quàntica de bucle invariant d'escala
Si la geometria de l'espai-temps subjacent amb la matèria té una invariància d'escala, que s'ha proposat per resoldre el problema del temps, l'ambigüitat d'Immirzi i el problema de la jerarquia dels acoblaments fonamentals, aleshores la geometria quàntica de bucle resultant no té buits discrets definitius o una mida mínima. En conseqüència, en LQC invariant d'escala, es mostra que el big-bang no es substitueix per un rebot quàntic.